# Tahir Jalaluddin

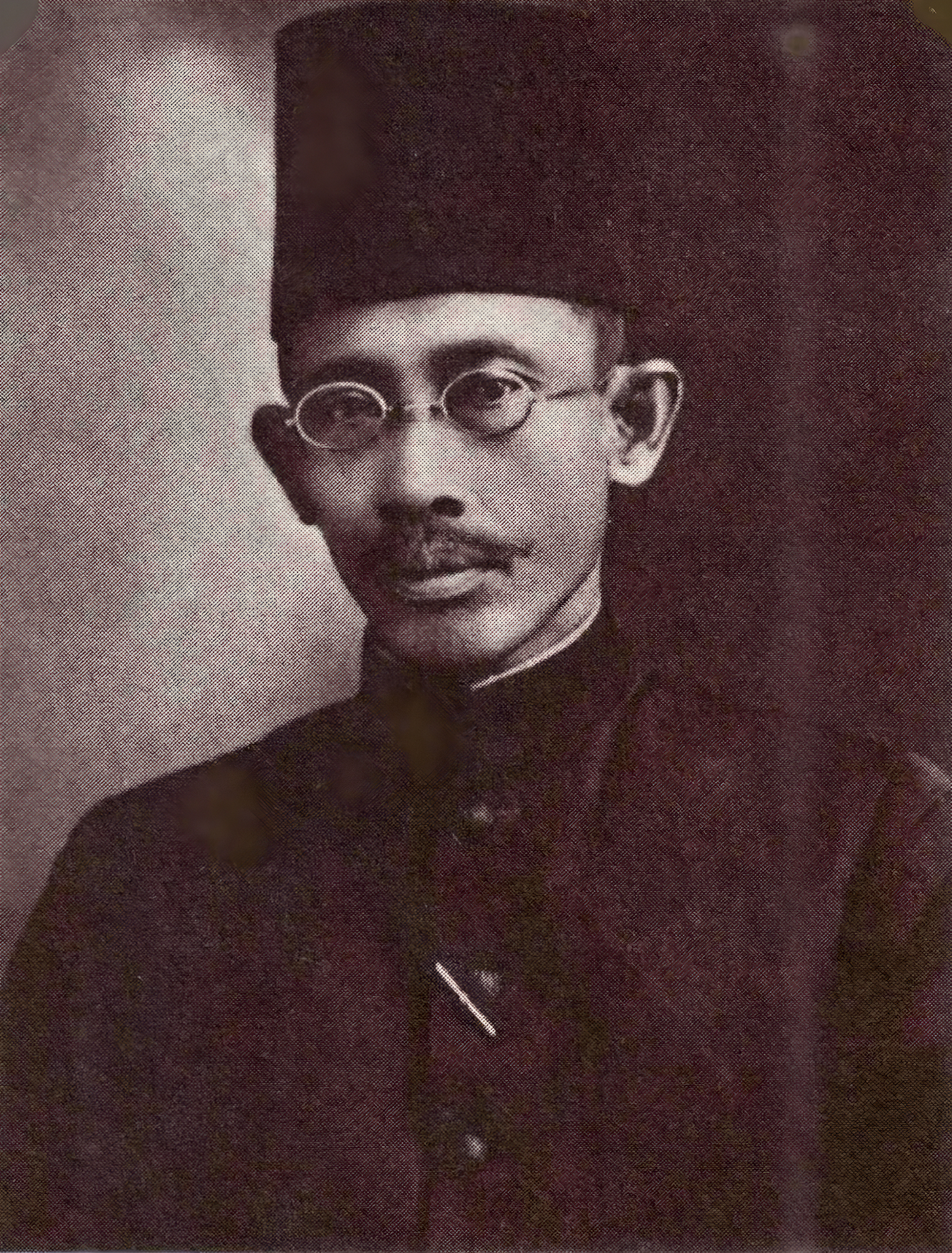
Tahir Jalaluddin (Ende des 19. Jhd.)

Scheich Tahir Jalaluddin (1869–1956) aus dem Gebiet von Bukit Tinggi im Hochland der Minangkabau, West-Sumatra, war ein indonesischer islamischer Gelehrter und wichtiger Vertreter der islamischen Reformbewegung in Malaya, die von dem modernistischen Gedankengut der arabischen Reformer Dschamal ad-Din al-Afghani (gest. 1879), Muhammad Abduh (1849–1905) und Raschīd Ridā (gest. 1935) stark beeinflusst war. Er studierte in Kairo, Ägypten, an der al-Azhar und war mit Raschīd Ridā befreundet. Er war der Sohn eines berühmten Nakschibendi-Scheichs der Minangkabau.
Er gründete  mit Syed Sheikh al-Hady die erste islamisch-reformistische Zeitschrift im Archipel, die al-Imām genannt wurde und von 1906 bis 1908 in Singapur erschien. Al-Imam wurde beschrieben als „eine Bombe in der ruhigen Szene des Islam“ (“a bomb shell on the quiet scene of Islam”).
Er war an der Schaffung einer neuen Generation von islamischen Organisationen und Gründung religiöser Publikationen und moderner religiösen Schulen beteiligt. Moderne religiöse Schulen wurden in Padang, Jakarta  und an anderen Orten gegründet. Er wurde von den islamischen Kreisen von Sumatra und Java unterstützt. In seinen späteren Jahren hielt er Vorträge in Sumatra, Jakarta und an anderen Orten und verbreitete die modernen Reformideen. Er genoss ein hohes Ansehen in den Kreisen der indonesischen islamischen Wissenschaft. In Indonesien gilt er als Pionier der islamischen Reform.